# Represor (genética)

El operón lac: 1: ARN polimerasa, 2: represor lac, 3: promotor, 4: operador, 5: lactosa, 6: lacZ, 7: lacY, 8: lacA.
Arriba: el gen está esencialmente apagado. No hay lactosa para inhibir al represor, por lo que el represor se une al operador, lo que impide que la ARN polimerasa se una al promotor y produzca lactasa. Abajo: el gen está encendido. La lactosa inhibe el represor, lo que permite que la ARN polimerasa se una al promotor y exprese los genes que sintetizan la lactasa. Eventualmente, la lactasa digerirá toda la lactosa, hasta que no haya ninguna que se una al represor. El represor luego se unirá al operador, deteniendo la fabricación de lactasa.

En genética molecular, un represor es una proteína de unión a ADN o ARN que inhibe la expresión de uno o más genes al unirse al operador o silenciadores asociados. Un represor de unión al ADN bloquea la unión de la ARN polimerasa al promotor, evitando así la transcripción de los genes en ARN mensajero. Un represor que se une al ARN se une al ARNm y evita la traducción del ARNm en proteína. Este bloqueo de la expresión se llama represión.

## Función
Si está presente un inductor, una molécula que inicia la expresión del gen, entonces puede interactuar con la proteína represora y separarla del operador. La ARN polimerasa luego puede transcribir el mensaje (que expresa el gen). Un correpresor es una molécula que puede unirse al represor y hacer que se una al operador fuertemente, lo que disminuye la transcripción. Un represor que se une a un correpresor se denomina aporrepresor o represor inactivo. Un tipo de aporepresor es el represor trp, una proteína metabólica importante en las bacterias.
El mecanismo de represión anterior es un tipo de mecanismo de retroalimentación porque solo permite que ocurra la transcripción si una determinada condición está presente: la presencia de inductor(es) específico(s). Dentro del genoma eucariota hay regiones de ADN conocidas como silenciadores. Estas secuencias de ADN se unen a represores para reprimir parcial o totalmente la expresión de un gen. Los silenciadores pueden ubicarse varias bases corriente arriba o corriente abajo del promotor real del gen. Los represores también pueden tener dos sitios de unión: uno para la región silenciadora y otro para el promotor. Esto provoca un bucle cromosómico, lo que permite que la región promotora y la región silenciadora se acerquen mucho.

## Ejemplos

### Operónlac
El lacZYA transcribe las proteínas necesarias para la descomposición de la lactosa. El lacI sintetiza el represor del gen lacZYA. El gen lacI está situado inmediatamente corriente arriba de lacZYA, pero se transcribe a partir de un promotor diferente. El gen lacI sintetiza la proteína represora LacI. La proteína represora LacI reprime lacZYA uniéndose a la secuencia operadora lacO.
El represor lacZYA se expresa constitutivamente. Siempre está unido a la región operadora del promotor, lo que interfiere con la capacidad de la ARN polimerasa (ARNP) para comenzar la transcripción del operón lacZYA. En presencia del inductor alolactosa, el represor cambia de conformación y se desprende del operador. A continuación, el ARNP puede unirse al promotor y comenzar la transcripción del gen lacZYA.

### Operónmet
Un ejemplo de proteína represora es el represor de metionina MetJ. La MetJ interactúa con bases de ADN a través de un motivo cinta-hélice-hélice (RHH). El MetJ es un homodímero que consta de dos monómeros, cada uno de los cuales proporciona una cinta beta y una hélice alfa. Juntas, las cintas beta de cada monómero se unen para formar una hoja beta antiparalela que se une al operador de ADN («caja Met») en su surco principal. Una vez unido, el dímero de MetJ interactúa con otro dímero de MetJ unido a la hebra complementaria del operador a través de sus hélices alfa. AdoMet se une a un bolsillo en MetJ que no se superpone al sitio de unión del ADN.
La caja de Met tiene la secuencia AGACGTCT que es un palíndromo (muestra simetría de díada) permitiendo que la misma secuencia sea reconocida en cualquier hebra del ADN. La unión entre C y G en el medio de la caja de Met contiene un paso de pirimidina-purina que se vuelve positivamente superenrollado formando un nudo en la estructura del fosfodiéster. Así es como la proteína busca el sitio de reconocimiento, ya que permite que el dúplex de ADN siga la forma de la proteína. En otras palabras, el reconocimiento se produce mediante la lectura indirecta de los parámetros estructurales del ADN, en lugar de mediante el reconocimiento de secuencias de bases específicas.
Cada dímero de MetJ contiene dos sitios de unión para el cofactor S-adenosil metionina (SAM) que es un producto de la biosíntesis de la metionina. Cuando SAM está presente, se une a la proteína MetJ, aumentando su afinidad por su sitio operador afín, que detiene la transcripción de genes implicados en la síntesis de metionina. Cuando la concentración de SAM es baja, el represor se disocia del sitio del operador, lo que permite que se produzca más metionina.